# Angelí Castanyer i Fons
Angelí Castanyer i Fons (Huéneja, 1905 - València, 1974) va ser un polític i poeta valencià. Tot i haver nascut a Andalusia de família valenciana, ben menut es va traslladar a València. Després de la Guerra Civil es va exiliar a París, on va residir fins a l'any 1970, quan va tornar a València.
Va ser col·laborador, entre d'altres, de les publicacions Germania (1924-1926), Nostre Teatre, Taula de Lletres Valencianes, El Camí, i El País Valencià. Va ser membre de l'equip director de la Societat Proa, creada a València el 1935 a iniciativa de Gaietà Huguet i Segarra per a promoure activitats relacionades amb el català (cursets, conferències, edicions de llibres) i afavorir les relacions del País Valencià amb la resta de territoris de parla catalana i amb Galícia i el País Basc. Durant la dècada del 1930 participà en el Centre d'Actuació Valencianista, sent un dels fundadors, i en el Partit Valencianista d'Esquerra. L'any 1932 va ser un dels signataris de les Normes de Castelló. Comissariat per l'Ajuntament de València, va ser l'encarregat de negociar les adhesions de les corporacions municipals i provincials d'Alacant i Castelló de la Plana al projecte d'Estatut Autonòmic Valencià. Durant la guerra va ser comissari de la Conselleria de Cultura del Consell provincial de València, així com membre de la Comissió permanent del Consell, en representació del Partit Valencianista d'Esquerra (1938).
Va partir a l'exili amb el vaixell Stanbrook des del port d'Alacant. En l'exili a París va continuar la seua activitat política i cultural. L'any 1965 va formar part del Consistori de Mantenidors dels Jocs Florals de la Llengua Catalana celebrats a l'amfiteatre Richelieu de la Sorbonne. L'any 1954 va publicar el recull poètic Miratge, i torna a València el 1970.